# Francisco Miranda Concha
Francisco Miranda Concha (Madrid, ¿1868-69?-Barcelona, 1950) fue un sindicalista español y militante de la CNT en Barcelona.
Trabajó primero como molinero y luego como encuadernador, y fue hijastro de Anselmo Lorenzo Asperilla. Miembro de la Confederació Regional del Treball de Catalunya (CRTC), en 1904 formó parte del Centro Obrero de Estudios Sociales, presidiendo su Comité Antimilitarista.
Tomó parte activa en la huelga general que precedió a los acontecimientos de la Semana Trágica de 1909, de tal manera que algunos historiadores lo consideran el verdadero líder en las sombras. Junto con Jaume Aragó i García organizó un grupo en La Rambla que intentó asaltar la comisaría. Logró escapar del asedio policial y se fue al extranjero. Fue encarcelado cinco días después de la clausura del I Congreso de la CNT (16 de septiembre de 1911) y cuando la CNT fue ilegalizada (1913-1914) formó parte de la comisión clandestina de la CRTC que intentó reorganizarla.
Asistió al Congreso Mundial de la Paz celebrado en Ferrol en mayo de 1915, y en otoño de 1915 fue elegido subsecretario en la primera comisión de la CNT celebrada en la legalidad. Se desempeñó como secretario general de la CRTC desde mediados de 1916 hasta que asumió el cargo de secretario general de la CNT en marzo de 1917. Integró el comité de la huelga general revolucionaria de agosto de 1917, por lo que estuvo preso junto con Ángel Pestaña y Salvador Seguí. En julio de 1918 dejó la secretaría general en manos de Evelio Boal.
Fue encarcelado nuevamente en enero de 1919 al inicio de la Huelga de La Canadiense, y fue encarcelado en el barco Pelayo en el puerto de Barcelona. El 19 de marzo participó en la concentración en la plaza de toros de Les Arenes, proponiendo en nombre de los presos el fin de la huelga. En febrero de 1921 fue arrestado nuevamente y encarcelado durante casi dos años.